# Anton Caraiman
Anton Caraiman (sau Caraman) (n.  1879, Izvoare,  județul Orhei, Basarabia – d. secolul al XX-lea) a fost un țăran, membru al Sfatului Țării.

## Biografie
La data de 27 martie 1918 Anton Caraiman a votat Unirea Basarabiei cu România.